# El aura
Pour plus de détails, voir Fiche technique et Distribution.
El aura est un film franco-hispano-argentin réalisé par Fabián Bielinsky, sorti en 2006.

## Synopsis
Un paisible taxidermiste souffrant d'épilepsie, et doté d'une excellente mémoire visuelle, imagine sans cesse des plans de braquage parfait. Un jour, une de ses connaissances l'emmène en week-end de chasse, et le hasard va lui donner la possibilité de participer à un véritable casse...

## Fiche technique
- Titre : El aura
- Réalisation : Fabián Bielinsky
- Scénario : Fabián Bielinsky
- Musique : Lucio Godoy
- Décors : Mercedes Alfonsin
- Costumes : Marisa Urruti
- Photographie : Checco Varese
- Son : Carlos Abbate & José Luis Diaz
- Pays d'origine :  Argentine,  France,  Espagne
- Format : couleur - Dolby
- Genre : comédie dramatique
- Durée : 2 h 12 min
- Date de sortie :  France : 29 mars 2006

## Distribution
- Ricardo Darín : le taxidermiste
- Dolores Fonzi : Diana Dietrich
- Pablo Cedrón : Sosa
- Nahuel Pérez Biscayart : Julio
- Jorge D'Elía : Urien
- Alejandro Awada : Sontag
- Rafael Castejón : Vega
- Manuel Rodal : Carlos Dietrich
- Walter Reyno : Montero

## Autour du film
- "L'aura" du titre désigne l'état de perception qui précède immédiatement une attaque d'épilepsie.

## Commentaires
Pour Le Monde, « avec Les Neuf Reines, Fabian Bielinsky avait réussi l'un de ces tours de passe-passe cinématographiques qui enchantent périodiquement les foules, de L'Arnaque en Usual Suspects. Quand commence El Aura, deuxième film du réalisateur argentin, on croit un moment être embarqué sur le même manège. Il y a du mystère - un homme reprend conscience devant une banque, émergeant d'on ne sait quelle absence - et un programme : plus tard, le même homme au visage infiniment triste attend, cette fois à l'intérieur d'une banque, et explique à une connaissance (il n'a pas d'ami) à quel point il serait simple de braquer l'établissement. 
(...)

il y a beaucoup de gravité et d'inquiétude dans cette entreprise de démontage des mécanismes du film noir. Le scepticisme qu'expriment le scénario et la mise en scène face à la mythologie du genre est corrosif : l'euphorie de la violence, le plaisir de la domination physique s'évaporent sous le regard désabusé du taxidermiste.
De cette mise en scène à la fois violente et mélancolique, du jeu économe de Ricardo Darin, émerge une silhouette de héros solitaire, ballotté par la violence, incapable de faire ce qu'il faut au bon moment comme on en trouvait dans les romans de David Goodis ou de Jim Thompson. » 